# Chlaenius tibialis
Chlaenius tibialis är en skalbaggsart som beskrevs av Pierre François Marie Auguste Dejean 1826. Chlaenius tibialis ingår i släktet Chlaenius, och familjen jordlöpare. Arten har ej påträffats i Sverige.